# Каннський кінофестиваль 1968

Офіційний плакат 21-го Каннського кінофестивалю

21-й Каннський кінофестиваль — міжнародний кінофестиваль, який повинен був проходити 10-24 травня 1968 року у французькому місті Канни. У результаті травневих заворушень у Франції був припинений.

## Історія
Документальний фільм ірландського журналіста та кінорежисера Пітера Леннона «Кам'яниста дорога до Дубліна» був останнім запланованим для перегляду фільмом у рамках програми «Тиждень критики» Каннського кінофестивалю. Щойно його демонстрація завершилася, на сцену негайно піднялися Жан-Люк Годар і Франсуа Трюффо й оголосили про те, що на знак солідарності з робітниками та студентами, які протестують у Франції, кінофестиваль оголошується закритим. Це спричинило запеклу дискусію між Пітером Ленноном та іншими присутніми режисерами. Попри це, покази були організовані для тих же студентів, а також страйкуючих працівників в обложеному заводі «Renault».
Нагороди цього року не присуджували.

## Журі
Склад Міжнародного журі:
- Андре Шамсон ( Франція) президент журі
- Моніка Вітті ( Італія)
- Клод Авін ( Франція)
- Боріс фон Боррецхольм ( Німеччина)
- Велько Булаїч ( Югославія)
- Поль Кадіяк Д'Арбо ( Франція)
- Жан Лєскур ( Франція)
- Луї Малє ( Франція)
- Ян Нордландер ( Швеція)
- Роман Поланскі ( Польща)
- Роберт Рождєствєнскій ( СРСР)
- Теренс Янґ ( Велика Британія)